# Arachis
Arachis é um género botânico contendo cerca de 70 espécies de Angiospermas anuais e perenes, pertencente à família Fabaceae. Nativo da América do Sul, pelo menos uma espécie, o amendoim (Arachis hypogaea), é um produto alimentar de grande importância, cultivado globalmente; algumas das outras espécies são cultivadas em pequena escala para alimentação na América do Sul. Outras espécies, como a A. pintoi, são cultivadas em todo o mundo como forragem animal e como condicionadoras do solo, com as folhas fornecendo alimentação altamente proteica para a criação de pasto e uma fonte de nitrogênio na agrossilvicultura e em sistemas de permacultura.

## Espécies
- Arachis africana Burm.f.
- Arachis appressipila Krapov. & W. C. Greg.
- Arachis archeri Krapov. & W. C. Greg.
- Arachis batizocoi Krapov. & W. C. Greg.
- Arachis benensis
- Arachis benthamii Handro
- Arachis brevipetiolata Krapov. & W. C. Greg.
- Arachis burchellii Krapov. & W. C. Greg.
- Arachis burkartii Handro
- Arachis cardenasii Krapov. & W. C. Greg.
- Arachis chiquitana Krapov. & W. C. Greg.
- Arachis correntina (Burkart) Krapov. & W. C. Greg.
- Arachis cruziana
- Arachis cryptopotamica Krapov. & W. C. Greg.
- Arachis dardani Krapov. & W. C. Greg.
- Arachis decora
- Arachis diogoi Hoehne
- Arachis douradiana Krapov. & W. C. Greg.
- Arachis duranensis Krapov. & W. C. Greg.
- Arachis giacomettii
- Arachis glabrata
- Arachis glandulifera Stalker[desambiguação necessária]
- Arachis gracilis Krapov. & W. C. Greg.
- Arachis gregoryi
- Arachis guaranitica Chodat & Hassl.
- Arachis hatschbachii Krapov. & W. C. Greg.
- Arachis helodes Mart. ex Krapov. & Rigoni
- Arachis hermannii Krapov. & W. C. Greg.
- Arachis herzogii
- Arachis hoehnei Krapov. & W. C. Greg.
- Arachis hypogaea
- Arachis interrupta Valls & C. E. Simpson
- Arachis ipaensis
- Arachis kempff-mercadoi
- Arachis kretschmeri Krapov. & W. C. Greg.
- Arachis kuhlmannii Krapov. & W. C. Greg.
- Arachis lignosa (Chodat & Hassl.) Krapov. & W. C. Greg.
- Arachis linearifolia
- Arachis lutescens Krapov. & Rigoni
- Arachis macedoi Krapov. & W. C. Greg.
- Arachis magna
- Arachis major Krapov. & W. C. Greg.
- Arachis marginata
- Arachis martii Handro
- Arachis matiensis
- Arachis microsperma
- Arachis monticola Krapov. & Rigoni
- Arachis nambyquarae Hoehne
- Arachis oteroi Krapov. & W. C. Greg.
- Arachis palustris
- Arachis paraguariensis Chodat & Hassl.
- Arachis pflugeae
- Arachis pietrarellii Krapov. & W. C. Greg.
- Arachis pintoi Krapov. & W. C. Greg.
- Arachis praecox
- Arachis prostrata
- Arachis pseudovillosa (Chodat & Hassl.) Krapov. & W. C. Greg.
- Arachis pusilla Benth.
- Arachis repens Handro
- Arachis retusa Krapov. & W. C. Greg.
- Arachis rigonii Krapov. & W. C. Greg.
- Arachis schininii
- Arachis seridoënsis
- Arachis setinervosa Krapov. & W. C. Greg.
- Arachis simpsonii Krapov. & W. C. Greg.
- Arachis stenophylla Krapov. & W. C. Greg.
- Arachis stenosperma Krapov. & W. C. Greg.
- Arachis subcoriacea Krapov. & W. C. Greg.
- Arachis sylvestris (A. Chev.) A. Chev.
- Arachis trinitensis Krapov. & W. C. Greg.
- Arachis triseminata Krapov. & W. C. Greg.
- Arachis tuberosa Benth.
- Arachis valida Krapov. & W. C. Greg.
- Arachis vallsii Krapov. & W. C. Greg.
- Arachis villosa Benth.
- Arachis villosulicarpa Hoehne
- Arachis williamsii Krapov. & W. C. Greg.

## Classificação do gênero
| Sistema | Classificação                      | Referência               |
| ------- | ---------------------------------- | ------------------------ |
| Linné   | Classe Diadelphia, ordem Decandria | Species plantarum (1753) |

- Commons
- Wikispecies